# Pierre de Cassis
Cet article possède un paronyme, voir Cassis.
 (mai 2016).
Si vous disposez d'ouvrages ou d'articles de référence ou si vous connaissez des sites web de qualité traitant du thème abordé ici, merci de compléter l'article en donnant les références utiles à sa vérifiabilité et en les liant à la section « Notes et références ».
La pierre de Cassis est un calcaire urgonien de couleur beige à ocre, extrait dans la région de Cassis (Bouches-du-Rhône) et qui était autrefois employé dans les rues de Marseille pour la réalisation de travaux publics à cause de son extrême résistance.

## Description
Ce calcaire doit sa couleur à la présence d'oxydes de fer. Cette caractéristique fait de cette pierre un minerai recherché pour la sculpture. Cette formation calcaire remonte à environ 115  millions d'années. Elle renferme de nombreuses coquilles d'organismes, les rudistes, groupe de mollusques bivalves fossiles, qui reposaient au fond des mers urgoniennes.
La pierre de Cassis est une roche calcaire de couleur orangée et de très bonne qualité. Autrefois, elle était utilisée dans les rues des villes aux alentours pour la réalisation de travaux publics grâce à son extrême résistance. 
C’est aussi un matériau de choix pour l’usage domestique comme lavoirs et éviers (la " pile " provençale).

## Exploitation
L’exploitation de la pierre de Cassis commence dès l’Antiquité. 
Au cours des siècles, plusieurs carrières sont ouvertes, puis abandonnées, dont celle située dans la calanque de Port-Miou, sur la commune de Cassis.

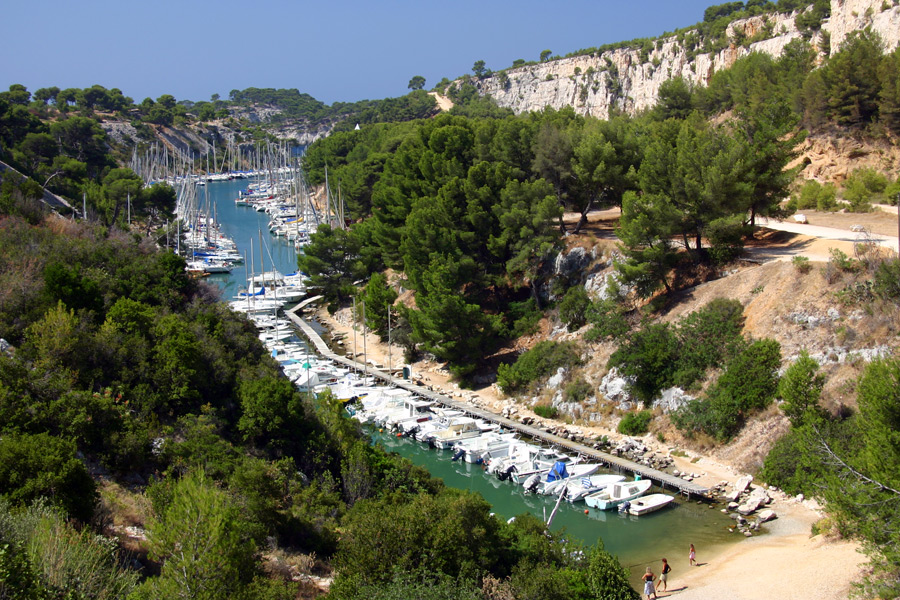
Vue de la calanque de Port-Miou. Sur la droite, aperçu sur l'ancienne carrière.

Jusqu'en 1982, on exploite encore cette carrière qui donne une pierre de taille blanche et dure ayant servi à la construction par Léon Chagnaud du tunnel du Rove, de certains quais du canal de Suez et de plusieurs portes du Campo Santo de Gênes.
Les carrières de Cassis ont fourni aussi de la pierre pour :
- les quais d’Alexandrie ;
- le phare de Cassis ;
- le grand phare de Planier, dans  la baie de Marseille ;
- le banc de la statue de Félix Nelson à Alger.

Malgré ce que prétend une légende persistante, il n'y a pas de pierre de Cassis utilisée pour le socle de la statue de la Liberté à New York, qui est en fait constitué de béton et de granit provenant du Connecticut.